# توود (شخصية خيالية)
توود (مورتيمر توينبي)، شخصية خيالية ظهرت في الكتب المصورة الأمريكية التي نشرتها شركة مارفل كومكس. أبتكر الشخصية الكاتب ستان لي والكاتب المشارك جاك كيربي. ظهرت الشخصية لأول مرة في سلسلة أنكاني إكس مين (صدرت في مارس 1964).